# Kristjan Hočevar
Pour les articles homonymes, voir Hočevar.
Kristjan Hočevar, né le 3 mai 1999, est un coureur cycliste slovène.

## Biographie
En été 2020, il signe avec l'équipe continentale Adria Mobil. En 2021, il se classe deuxième de la Course de la Paix-Grand Prix Jeseníky. Il termine également dix-neuvième et meilleur jeune du Tour de Slovénie, qui accueille plusieurs coureurs du World Tour.
Il met un terme à sa carrière cycliste à l'issue de la saison 2023. 

## Palmarès sur route

### Par année
- 2019
  - 2e de la Visegrad 4 Bicycle Race - GP Hungary
- 2020
  - 2e du championnat de Slovénie du contre-la-montre espoirs
- 2021
  - 2e de la Course de la Paix-Grand Prix Jeseníky
  - 2e du championnat de Slovénie sur route espoirs
- 2023
  - 4e étape de Belgrade-Banja Luka

### Classements mondiaux
| Année                                 | 2019  | 2020  | 2021 | 2022  | 2023  |
| ------------------------------------- | ----- | ----- | ---- | ----- | ----- |
| Classement mondial                    | 1405e | 1717e | 505e | 2217e | 1880e |
| UCI Europe Tour                       | 956e  | 1271e | 408e | 1395e | nc    |
|                                       |       |       |      |       |       |
| Légende : nc = non classéSource : UCI |       |       |      |       |       |

## Palmarès sur piste
- 2021
  -  Champion de Slovénie de poursuite par équipes (avec David Per, Gal Glivar et Boštjan Murn)
  - 3e du championnat de Slovénie de poursuite